# 今岡町 (刈谷市)
今岡町（いまおかちょう）は、愛知県刈谷市の町名。丁番を持たない単独町名であり、16の小字が設置されている。郵便番号は448-0008（集配局：刈谷郵便局）。

## 地理
刈谷市は市域を北部地区（旧富士松村）、中部地区（旧刈谷町）、南部地区（旧依佐美村）の3地区に分けており、今岡町は北部地区の南部に位置している。西側を今川町（いまがわ）、北側を今川町や東境町（ひがしざかい）、東側を一里山町（いちりやま）、南側を一ツ木町と接している。一ツ木町との境界は逢妻川であり、今川町との境界の一部は名鉄名古屋本線である。
北西から南東に向かって走る国道1号が町内を二分しており、国道1号に並行する形で南西側に旧東海道が走っている。古くからの集落は旧東海道の沿道を中心に形成されており、明治時代末期から昭和時代初期にかけて建築された木造民家が多く残っている。南西部は逢妻川が形成した沖積低地であり、標高約2mの地盤に水田が広がっている。中央部から北東部にかけては沖積台地であり、標高5m-10mの地盤に住宅や野菜畑などがある。
2013年（平成25年）1月1日時点で町内には57軒の農家があるが、全世帯が149アール以下の小規模農家である。町の北東部には一里山町とまたがってトヨタ車体本社・富士松工場があり、かつて耕地だった土地の多くが工場用地や従業員用駐車場用地に転用された。町の南東部には一里山町とまたがって刈谷工業団地が立地している。町東部にある吹戸池からの流れはやがて暗渠となり、国道1号を越えた後に顔を出して逢妻川に注いでいる。

### 小字
| - 上ノ山（うえのやま） - 奥畑（おくばた） - 上手掛（かみてがけ） - 荒神（こうじん） - 小縄（こなわ） - 塩付（しおつけ） - 下手掛（しもてがけ） | - 新田（しんでん） - 新町（しんまち） - 惣作（そうさく） - 手掛（てがけ） - 西畑（にしばた） - 西吹戸（にしふきど） | - 野添（のぞえ） - 林岸（はやしぎし） - 東縄（ひがしなわ） - 東畑（ひがしばた） - 山畑（やまばた） - 日向（ひゅうが） |

## 歴史

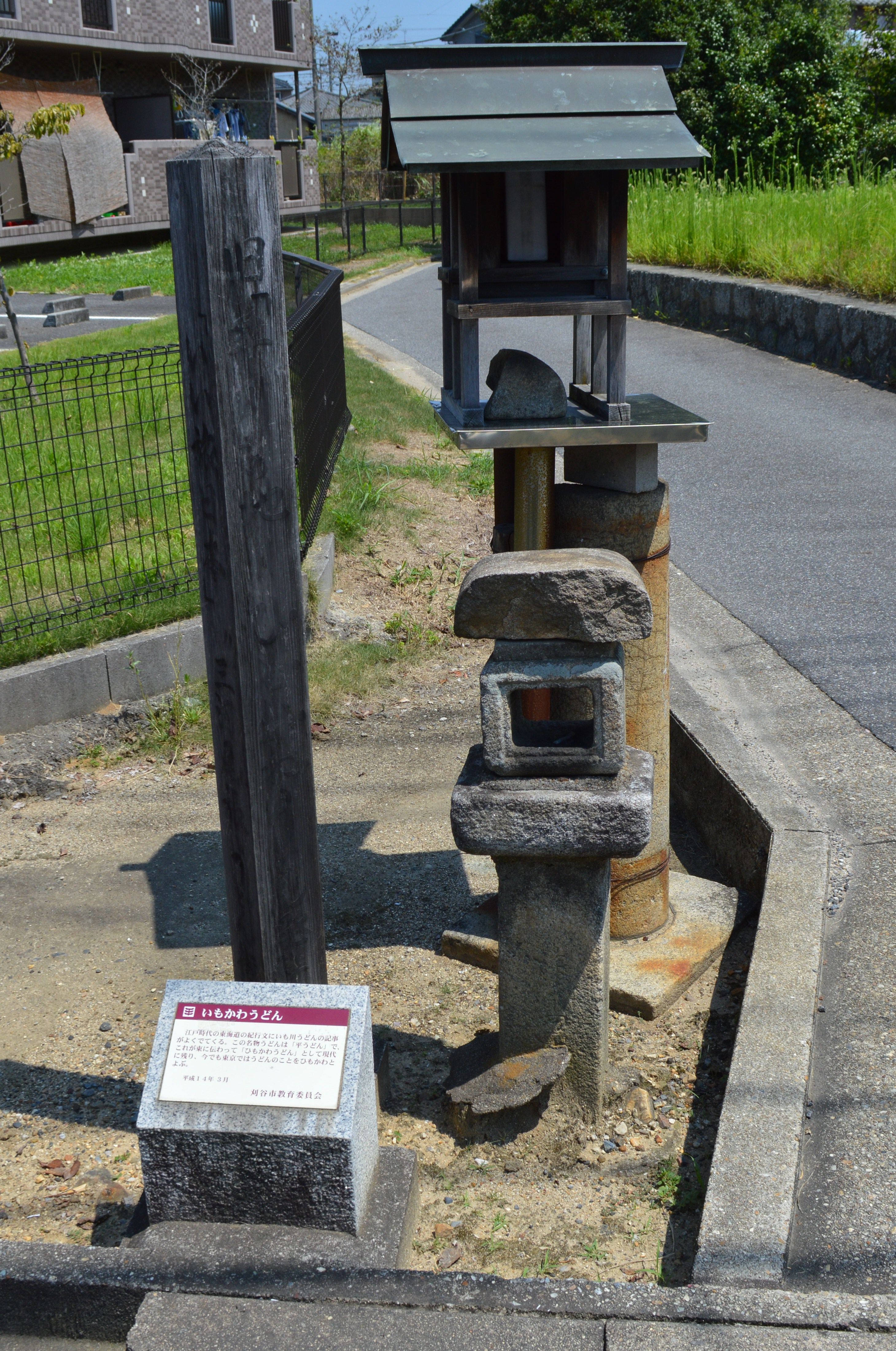
いもかわうどん発祥地碑

### 中世
弘法大師は富士権現参詣の帰途に現在の知立・刈谷市域を訪れており、一里山町にある密蔵院は三河三弘法三番霊場である。芋岡が転じて今岡になったとされ、長禄3年（1459年）に書かれた足利義政袖判御教書に「参河国一木・今岡」（一木は現一ツ木町）として今岡という表記が登場する。この時には大和梅茶法師の相伝の所領だったが、戦国時代に大和氏の支配が崩れたとされる。
刈谷城主水野忠重が緒川（現知多郡東浦町）善導寺檀家の20軒を東海道の南側に移住させ、天正年間（1573年-1592年）に初めて今岡が一村をなしたとされる。天保3年（1832年）の村明細帳によると、五穀の他には、夏は大豆・小豆の葉、冬は菜大根を生産。現在の吹戸池に相当する吹戸上池・中池・下池は当時から存在し、農業用水として使用されていた。村高は「寛永高附」では146石、「元禄郷帳」では198石余、「天保郷帳」と「旧高旧領」ではともに294石余であり、反別110町の大部分が田であった。

### 近世
江戸時代には東海道の街村として発展。今岡村は今川村・一ツ木村などとともに池鯉鮒宿の助郷村のひとつであり、道路の管理や人馬の供出などの負担を強いられた。村域には東海道沿いに何軒かの茶店があり、洞隣寺の北側には「いもかわうどん」発祥の地の碑が建てられている。きしめんのルーツとされるいもかわうどんは「芋川」の名物であるが、芋川は今岡村の一部だったとする説、芋川=今岡村とする説、芋川=今川村とする説など諸説ある。十返舎一九の『東海道中膝栗毛』や井原西鶴の『好色一代男』には平打ちうどん（いもかわうどん）が登場し、膝栗毛には「今岡村のたてばにいたる。此ところはいもかはと云めんるいの名物、いたって風味よしときゝて、名物のしるしなりけり往来の、客をもつなくいもかわの蕎麦」という記述がある。

#### 洞隣寺の墓の伝承

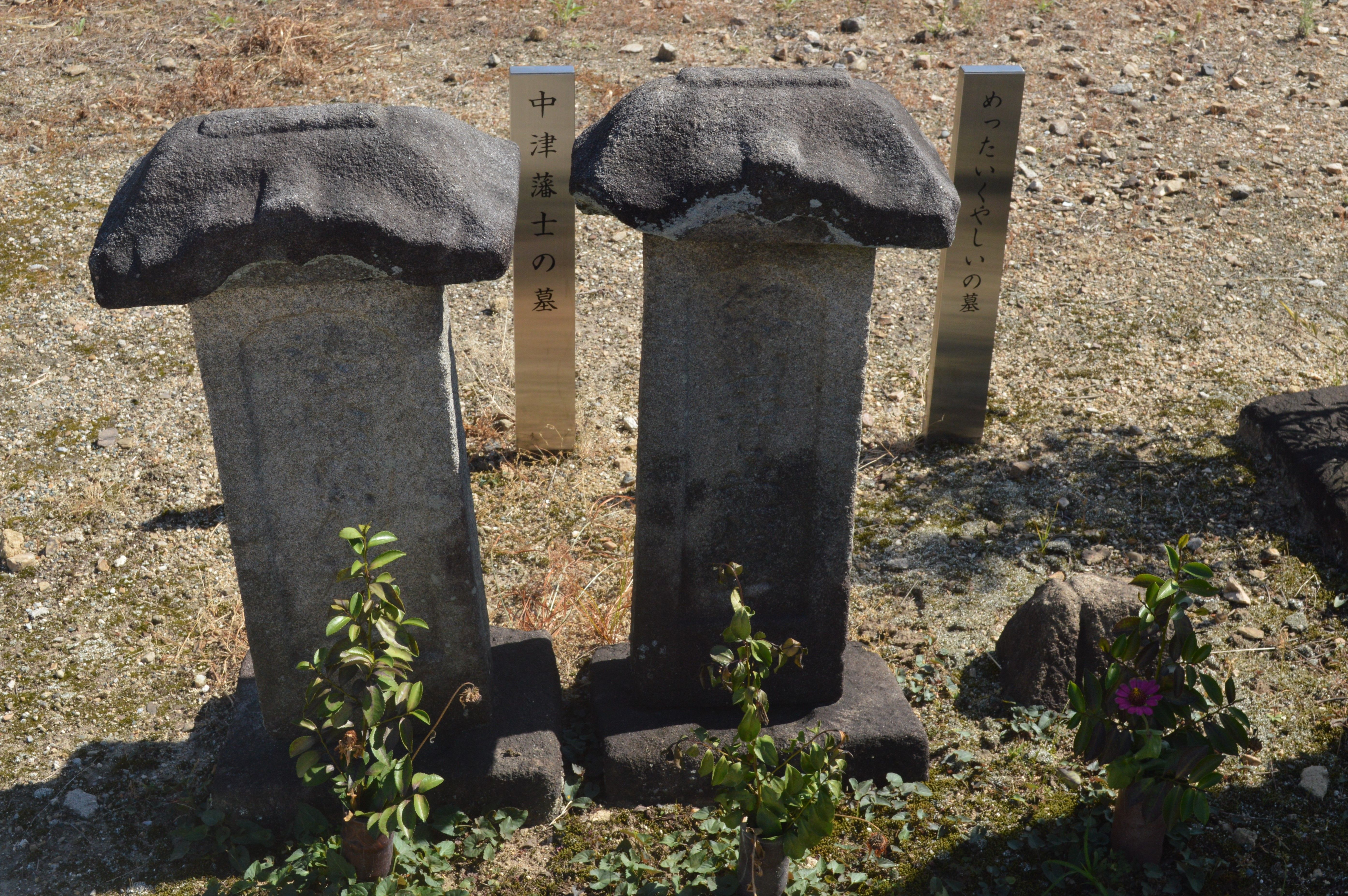
洞隣寺にある「中津藩士の墓」と「めったいくやしいの墓」

天正17年（1589年）に創立された神明社（今岡神社）が町の氏神であり、国道1号すぐ北側にある。旧東海道沿いには浄土真宗の乗願寺と曹洞宗の洞隣寺がある。乗願寺は天正15年（1587）の創建とされ、当初は地蔵寺といった。洞隣寺は天正8年（1580年）の創建とされ、旧東海道沿いには寛政8年（1796年）の年号が刻まれた常夜灯が置かれている。洞隣寺には「めったいくやしいの墓」と「中津藩士の墓」があり、墓にまつわる伝承が残されている。かつて洞隣寺に気立てのよい娘がおり、高津波村（現刈谷市中部）の医王寺で住職に恋をしたが、娘の恋はかなわずに憤死してしまった。亡骸は洞隣寺に葬られたが、この墓の上に青い火玉が浮かんだり「めったいくやしい」という声が聞こえたりしたという。
また寛保2年（1742年）、中津藩家臣の牟礼清五郎と渡辺友五郎が今岡村を通りかかった際、遊女の話で口論となり、斬りあった末にふたりとも亡くなった。ふたりの亡骸は洞隣寺に葬られたが、二基の墓は互いから離れるように傾き、何度直しても傾いてしまった。村人が改めて手厚く葬ってからは傾かなくなったとされる。一般には上記のように語られるが、岡山大学付属図書館が所蔵している『日録』にはやや異なる記述がある。これによると、渡辺友五郎が病気で牟礼清五郎をうち果たし、自身も命を絶ったという。同伴した喜多村弥三右衛門ら4人は洞隣寺で後始末をし、友五郎の位牌には「帰真剣山智光信士霊位」という戒名が書かれている。

### 近代
1872年（明治5年）には戸数83・人口356であり、1876年（明治9年）の戸籍簿には善導寺の檀家が24軒記されている。町村制施行以前の刈谷市域には18村があり、今岡村は現在の今岡町と一里山町を足した区域であった。西側は今川村、北側は東境村、東側は駒場村（現豊田市）など、南側は一ツ木村と接していた。今川町とのつながりが深い現在とは異なり、学生は逢妻川を渡って一ツ木学校に通学していた。1878年（明治11年）、今岡村・今川村・泉田村が合併して逢見村となり、1906年（明治39年）、逢見村・一ツ木村・境村・東境村の4村が合併して富士松村となった。

### 現代

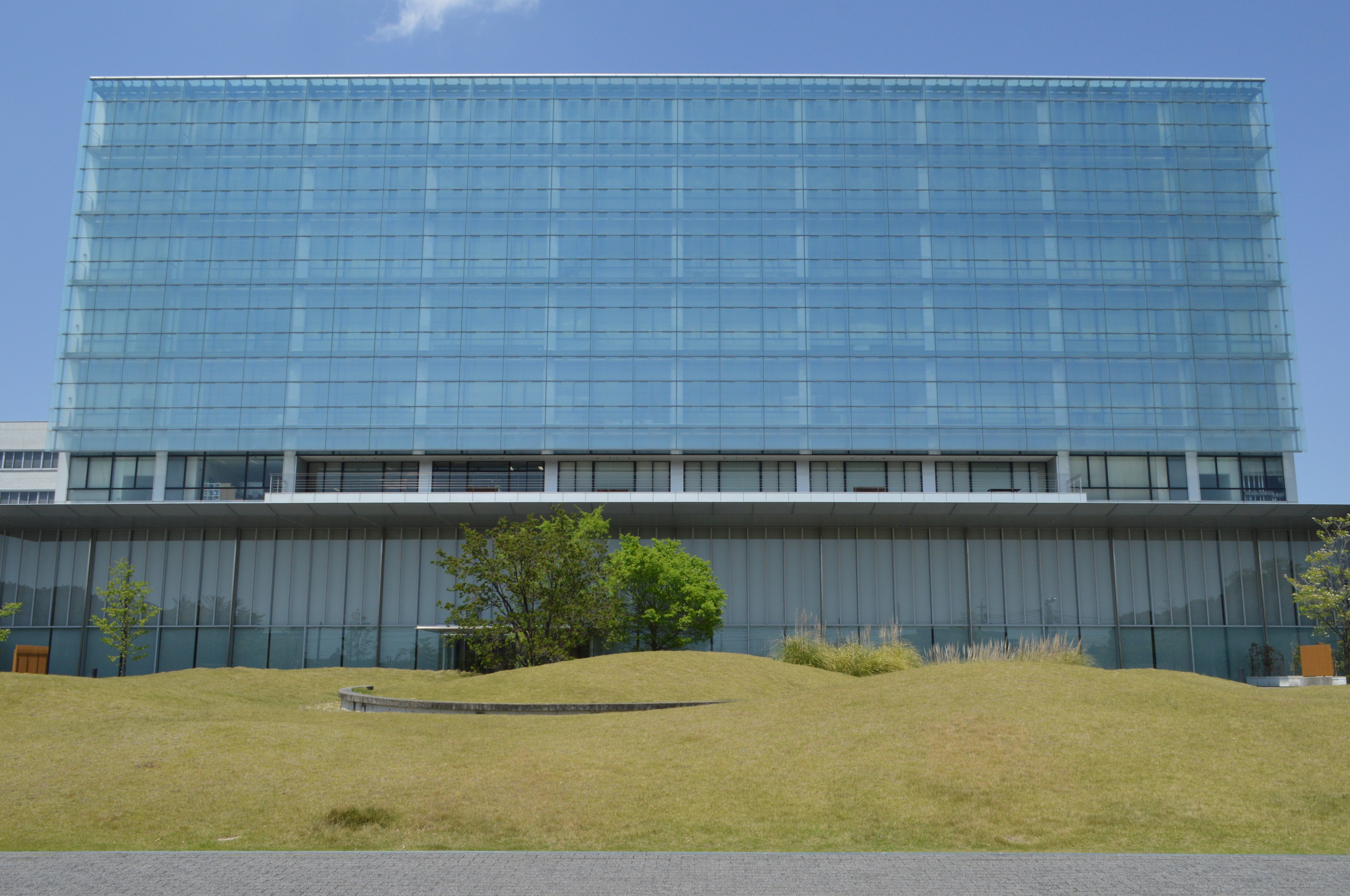
トヨタ車体富士松工場技術本館

1955年（昭和30年）、富士松村は依佐美村の大部分とともに刈谷市に編入され、旧今岡村は刈谷市逢見の一部となった。1954年（昭和29年）以降、刈谷市は工場の誘致を推し進めた。田畑が広がっていた北東部の土地を刈谷市発展同盟会が買収してトヨタ車体に提供し、1964年（昭和39年）に富士松工場の操業が開始された。トヨタ車体富士松工場は逐次拡大され、1968年（昭和43年）には乗用車工場が完成し、1974年（昭和49年）には南東部に本社が移転している。
刈谷市公式サイトによれば、1964年（昭和39年）には国道1号に刈谷市初の横断歩道橋である今岡歩道橋が架橋された。ただし、管理を担当する国土交通省中部地方整備局によれば、今岡歩道橋の架橋年は1971年（昭和46年）だという。1964年（昭和39年）10月2日にはこの国道1号を1964年東京オリンピックの聖火リレーが通過した。
町の南部、逢妻川に隣接する低地は古くから洪水が頻発していたが、1967年（昭和42年）にはこの土地に0.37 km2の刈谷工業団地（吹戸工業団地）が完成。国道1号に近接する好立地を売りにし、主に名古屋市内にあった工場が進出した。1970年（昭和45年）には刈谷市逢見が4町に分かれ、旧今岡村域は西部が今岡町、東部が一里山町として独立。トヨタ車体富士松工場と刈谷工業団地は両町にほぼ等しく分割されている。1972年（昭和47年）に今岡地区圃場整備事業が完了。1988年（昭和63年）に一里山町の一部を編入し、今川町との境界を変更した。
2000年（平成12年）の東海豪雨では逢妻川が氾濫し、泉田町・今川町・今岡町の3町に連続している水田の大部分が冠水する被害を出した。

### 行政区の変遷
| 郡     | 明治1年-明治21年 | 明治1年-明治21年    | 明治22年 | 明治23年-明治45年   | 明治23年-明治45年     | 大正1年-大正15年 | 昭和1年-昭和64年    | 平成1年-現在 |
| 碧海郡 | 泉田村           | 明治11年合併 逢見村 | 逢見村   | 逢見村              | 明治39年合併 富士松村 | 富士松村         | 昭和30年合併 刈谷市 | 刈谷市       |
| 碧海郡 | 今岡村           | 明治11年合併 逢見村 | 逢見村   | 逢見村              | 明治39年合併 富士松村 | 富士松村         | 昭和30年合併 刈谷市 | 刈谷市       |
| 碧海郡 | 今川村           | 明治11年合併 逢見村 | 逢見村   | 逢見村              | 明治39年合併 富士松村 | 富士松村         | 昭和30年合併 刈谷市 | 刈谷市       |
| 碧海郡 | 一ツ木村         | 一ツ木村            | 一ツ木村 | 一ツ木村            | 明治39年合併 富士松村 | 富士松村         | 昭和30年合併 刈谷市 | 刈谷市       |
| 碧海郡 | 築地村           | 築地村              | 一ツ木村 | 一ツ木村            | 明治39年合併 富士松村 | 富士松村         | 昭和30年合併 刈谷市 | 刈谷市       |
| 碧海郡 | 井ヶ谷村         | 井ヶ谷村            | 境村     | 境村                | 明治39年合併 富士松村 | 富士松村         | 昭和30年合併 刈谷市 | 刈谷市       |
| 碧海郡 | 西境村           | 西境村              | 境村     | 境村                | 明治39年合併 富士松村 | 富士松村         | 昭和30年合併 刈谷市 | 刈谷市       |
| 碧海郡 | 東境村           | 東境村              | 境村     | 明治24年分村 東境村 | 明治39年合併 富士松村 | 富士松村         | 昭和30年合併 刈谷市 | 刈谷市       |

## 世帯数と人口
2019年（令和元年）6月1日時点の世帯数と人口は以下の通りである。刈谷市北部地区の他町と比較すると、面積は9町中最小、人口は9町中8番目、世帯数は9町中7番目である。2010年（平成22年）の国勢調査における人口は1,861人であり、2005年（平成17年）調査に比べて北部地区中最高の19.3%の増加を示した。
| 町丁   | 世帯数  | 人口    |
| ------ | ------- | ------- |
| 今岡町 | 903世帯 | 1,992人 |

### 人口の変遷
国勢調査による人口の推移
| 1995年（平成7年）  | 1,271人 | [ 26 ] |  |
| 2000年（平成12年） | 1,450人 | [ 27 ] |  |
| 2005年（平成17年） | 1,560人 | [ 28 ] |  |
| 2010年（平成22年） | 1,861人 | [ 29 ] |  |
| 2015年（平成27年） | 1,935人 | [ 30 ] |  |

## 小・中学校の学区
市立小・中学校に通う場合、学区は以下の通りとなる。
| 番・番地等 | 小学校                 | 中学校               |
| ---------- | ---------------------- | -------------------- |
| 全域       | 刈谷市立富士松南小学校 | 刈谷市立富士松中学校 |

## 交通
町の南西端には堤上を名鉄名古屋本線が走っているが、町内に鉄道駅はない。最寄駅は隣接する今川町にある名鉄名古屋本線富士松駅である。刈谷市公共施設連絡バスの西境線が旧東海道などを通っており、町内には「今岡市民館」「今岡町日向」停留所がある。

## 施設
町内に小中学校は存在しない。今川町にある刈谷市立富士松南小学校と刈谷市立富士松中学校が今岡町を学区としており、富士松中学校は今岡町との境界に接している。1978年（昭和53年）に開設された今岡公園の面積は0.53ヘクタールである。
- 神明社 - 村社。今岡神明社とも。
- 洞隣寺 - 曹洞宗の寺院。
- 乗願寺 - 真宗木辺派の寺院。
- 今岡市民館
- 中京化成工業

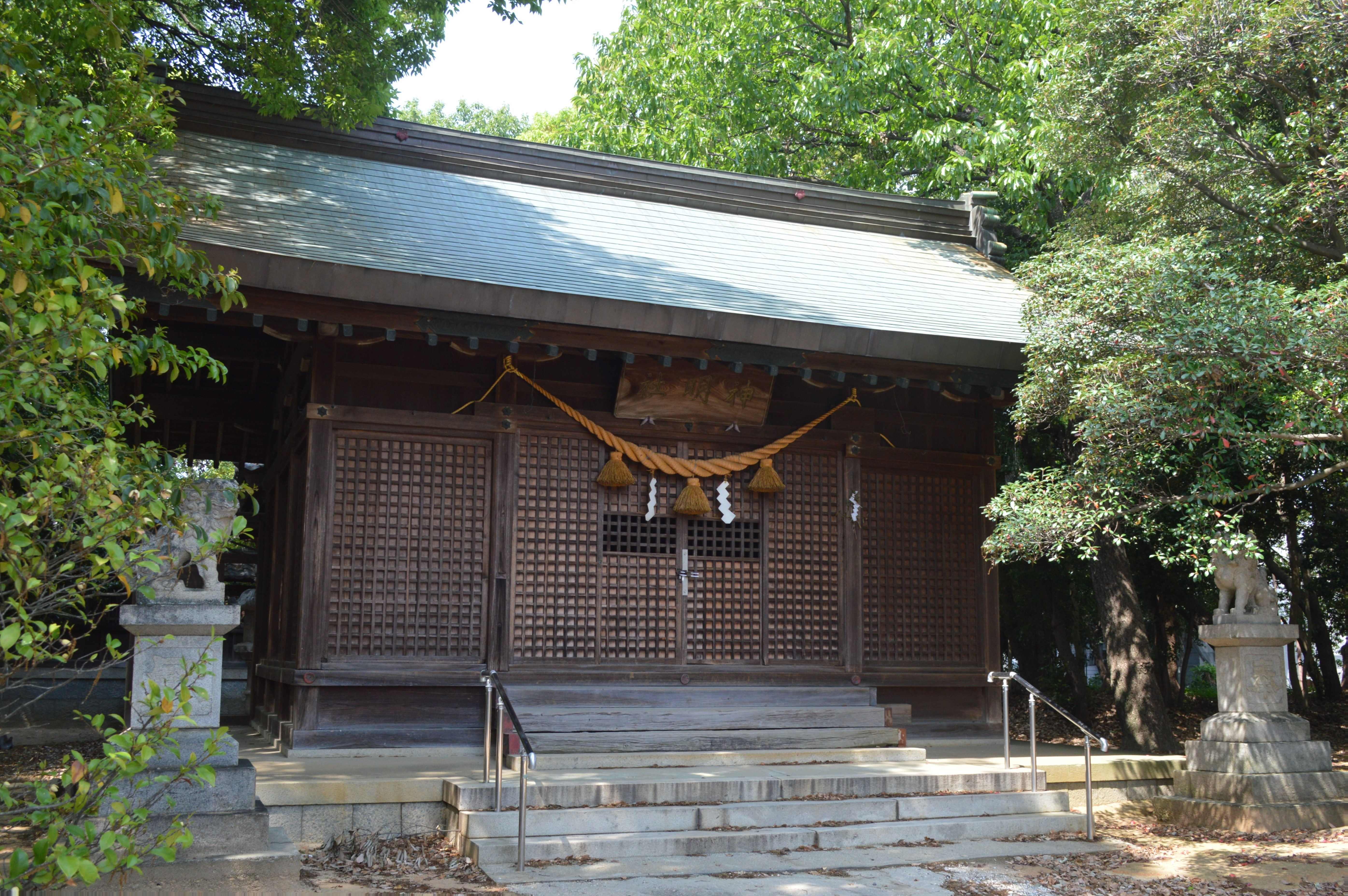
神明社
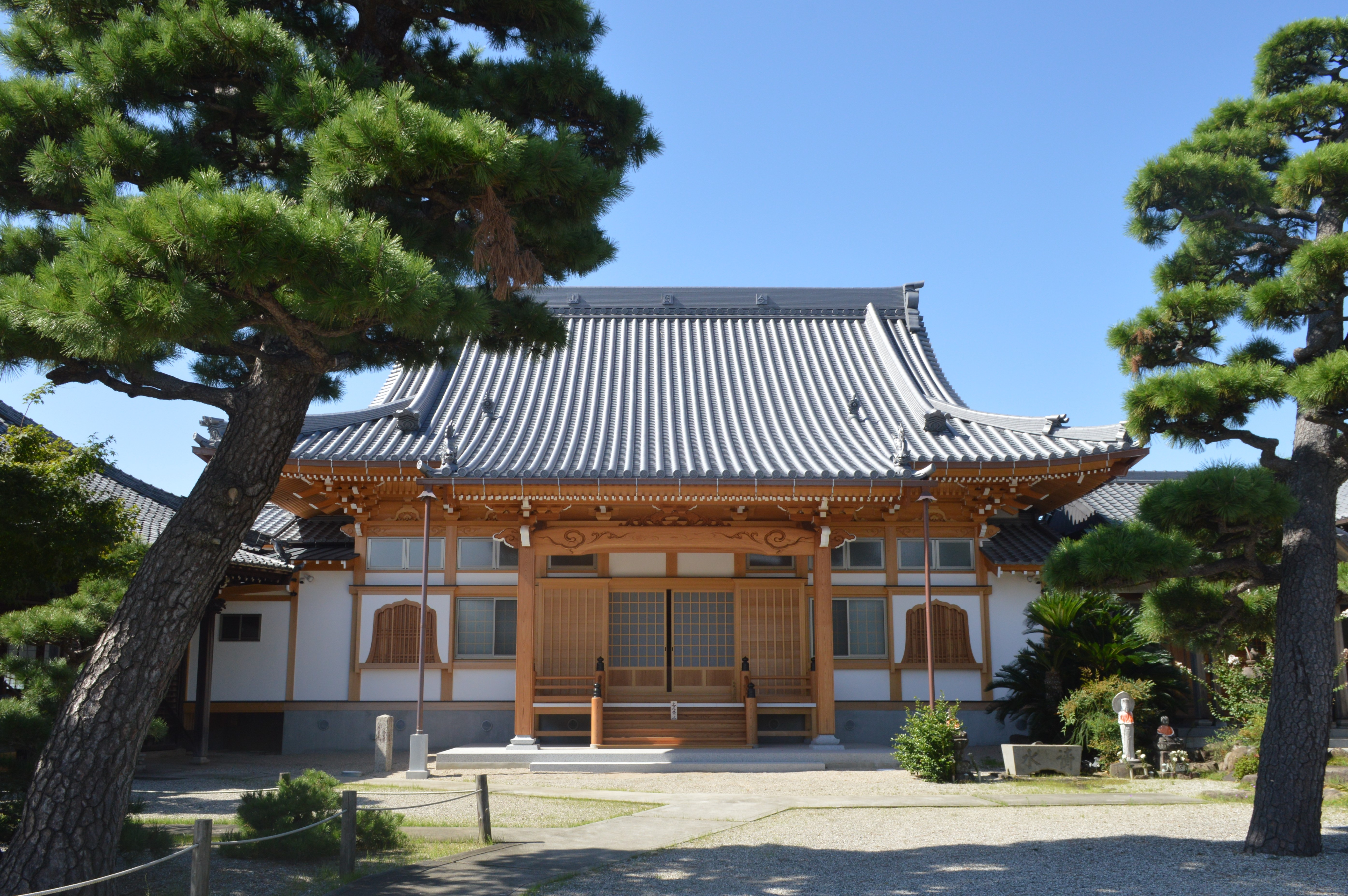
洞隣寺
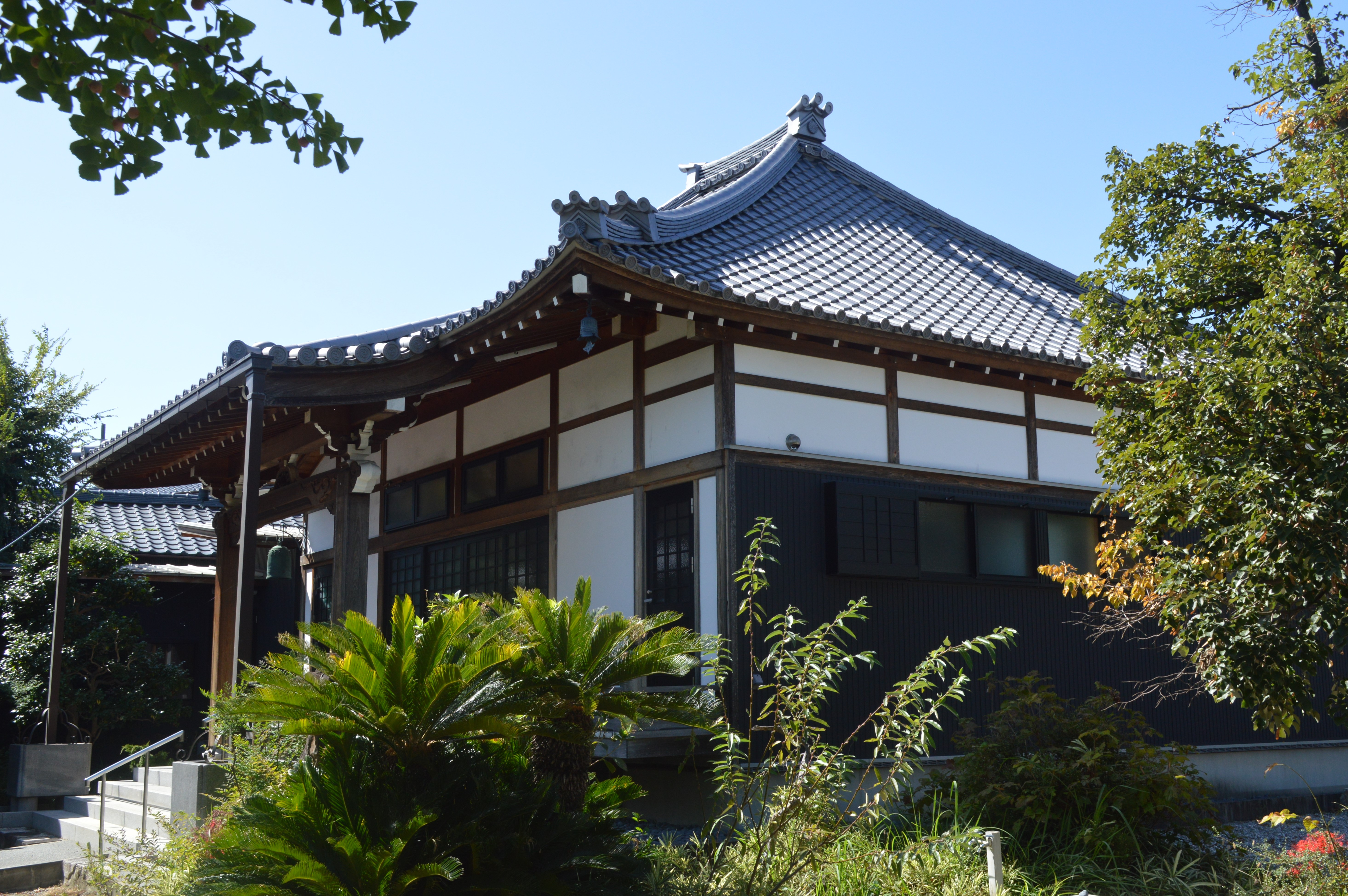
乗願寺